# زاميا مستدقة
زاميا مستدقة (الاسم العلمي:Zamia acuminata) هو نوع من النباتات يتبع جنس الزاميا من الفصيلة الزامية.